# Ubojstva u Wonderlandu
Ubojstva u Wonderlandu, također poznata i pod nazivima Four on the Floor (u slobodnom prijevodu Četvero na podu) i Laurel Canyon Murders (Ubojstva u kanjonu Laurel) dogodila su se u Los Angelesu 1981. godine kada je ubijeno četvero ljudi u zavjeri povezanoj s drogom u koju je bila uključena i pornografska zvijezda John Holmes, a koju je navodno osmislio biznismen i diler droge Eddie Nash. 

## Pljačka i ubojstva
Bandu Wonderland sačinjavalo je četvero ljudi koji su živjeli u iznajmljenoj kući na adresi 8763 Avenija Wonderland u kanjonu Laurel, dijelu Los Angelesa: Joy Audrey Gold Miller, William R. DeVerell (Miller i DeVerell nalazili su se u vezi), David Lind i Ronald Launius koji je bio predvodnik bande. Svo četvero su bili konzumenti i dileri droge. 
28. lipnja 1981. godine sastali su se s Tracy McCour i Johnom Holmesom, poznatom porno zvijezdom i ovisnikom o drogi. Odlučili su opljačkati kuću Eddijea Nasha (iako je Lind tvrdio da nije znao čiju kuću idu pljačkati), još jednog dilera droge i bogatog vlasnika nekoliko noćnih klubova. Holmes koji je često posjećivao Nashovu kuću kako bi kupio drogu je tog dana otišao s naizgled istom namjerom, ali je prilikom posjeta ostavio zaključana stražnja vrata kuće i o tome izvijestio bandu.
Sljedećeg jutra, 29. lipnja 1981., DeVerell, Launius, Lind i McCourt otišli su do Nashove kuće. McCourt je ostao u automobilu, ukradenom Fordu Granadi, dok su ostala trojica ušli kroz nezaključana stražnja vrata. Iznenadili su Nasha i njegovog čuvara te ih zavezali. Ukrali su drogu, novac i nakit te prijetili da će ubiti Nasha i Dilesa (Nashovog bodyguarda). Nakon toga vratili su se u Aveniju Wonderland kako bi raspodijelili plijen (Holmes i McCourt nisu dobili jednak dio kao ostatak bande).
Budući da je Nash sumnjao da je Holmes upleten u cijelu priču naredio je Dilesu da mu ga dovede. Holmes je pronađen na ulici u Hollywoodu, noseći jedan od ukradenih prstena na ruci. Nash je naredio Dilesu da prebije Holmesa sve dok ovaj točno ne identificira ljude koji su ga opljačkali. Ovom je svjedočio Scott Thorson, navodni dečko Liberacea koji je redovno kupovao drogu od Nasha.
U ranim jutarnjim satima, 1. srpnja 1981., dva dana nakon pljačke, provaljeno je u kuću na adresi 8763 Avenija Wonderland. U kući su bili prisutni Miller, DeVerell i Launius zajedno sa Susan Launius (Ronaldovom ženom) i Barbarom Richardson (Lindovom djevojkom). Svo petero su prebijeni čeličnim cijevima do smrti, a jedino je Susan Launius preživjela s ozbiljnim ozljedama. Zbog otiska prsta pronađenog na mjestu ubojstava, vjeruje se da je John Holmes bio prisutan dok su se ista događala, ali je zauvijek ostalo nejasno je li i on sam sudjelovao u njima. 
Prema sudskom svjedočenju, David Lind je preživio, jer nije u tom trenutku bio u kući već je noć proveo u motelu u San Fernandu gdje je konzumirao drogu s prostitutkom. Nedugo nakon što su mediji popratili događaj, Lind je kontaktirao policiju i informirao ih o Nashu i Holmesu pa je službena policijska istraga krenula u njihovom smjeru.

## Policijska istraga i suđenja
Detektivi policije Los Angelesa Tom Lange i Robert Souza predvodili su istragu i pretražili Nashovu kuću nekoliko dana nakon ubojstava. Pronađeno je kokaina u vrijednosti većoj od milijun dolara kao i nekoliko stvari ukradenih iz kuće u Aveniji Wonderland. Nash je u zatvoru proveo dvije godine.
U ožujku 1982. godine, Holmes je optužen za ubojstvo četvero ljudi u Aveniji Wonderland. Okružni tužitelj Ron Coen pokušao je prikazati Holmesa kao dobrovoljnog učesnika koji je izdao bandu Wonderland nakon što mu je uskraćen dio ukradenog plijena iz Nashove kuće. Ipak, Holmesovi branitelji po službenoj dužnosti, Earl Hanson i Mitchell Egers, uspješno su prikazali Holmesa kao žrtvu prisiljenu na izdavanje bande od strane pravih ubojica. 26. lipnja 1982. godine Holmes je oslobođen svih kriminalnih optužbi, iako je u zatvoru proveo 110 dana zbog odbijanja surađivanja u istrazi. 
Šest godina kasnije, 13. ožujka 1988. godine, Holmes je umro od komplikacija uzrokovanih sidom u Los Angelesu. Nakon njegove smrti, njegova prva žena Sharon Gebenini-Holmes, izjavila je da je u rano jutro kad su se dogodila ubojstva Holmes došao kući neozlijeđen, ali odjeća mu je bila prelivena krljvu. Nikad joj nije rekao što se zapravo dogodilo.
1990. godine Nash je optužen za planiranje ubojstava, a Diles za sudjelovanje u ubojstvima. Thorson je svjedočio protiv njih, ali je suđenje završeno s podijeljenom porotom 11:1 u korist osude; drugo suđenje 1991. godine završeno je oslobađajućom presudom. Diles je umro 1995. godine.
2000. godine, nakon četverogodišnje istrage koja je uključivala lokalne i federalne vlasti, Nash je uhićen i osuđen za pranje novca, korupciju, dilanje drogom, zavjeru nakon koje su počinjena ubojstva u Wonderlandu i podmićivanje porote tijekom svog prvog suđenja. Nash, koji se tada već nalazio u 70-tim godinama i patio od raznih bolesti, pristao je na nagodbu u rujnu 2001. godine. Priznao je da je tijekom prvog suđenja potplatio mladu ženu u poroti s iznosom od 50 tisuća dolara. Također je priznao i sudjelovanje u pranju novca, kao i naredbu svojim zaposlenicima da vrate ukradenu robu iz kuće u Aveniji Wonderland, ali nikad nije priznao da je planirao ubojstva koja su se dogodila. Određena mu je kazna zatvora od četiri i pol godine i novčana kazna u iznosu od 250 tisuća dolara.

## Knjige i filmovi
Film iz 1997. godine, Kralj pornića, djelomično je baziran na životu Johna Holmesa i sadržava ovdje opisane događaje. Ubojstvima u Wonderlandu također se bavi film iz 2003. godine, Wonderland u kojem Val Kilmer glumi Johna Holmesa.
Pjevač američkog rock benda Three Dog Night, Chuck Negron, spominje ubojstva u svojoj autobiografiji Three Dog Nightmare.
Ubojstva u Wonderlandu nalaze se na sedmom mjestu ljestvice Top 20 najstrašnijih ubojstava u Hollywoodu prema izboru E! Entertainment Television.
Dawn Schiller, Holmesova djevojka u vrijeme ubojstava, izdala je knjigu nazvanu The Road Through Wonderland: Surviving John Holmes. 